# Dolichomitus grilloi
Dolichomitus grilloi là một loài tò vò trong họ Ichneumonidae.